# روبرت إس. وايزمان
روبرت إس. وايزمان (بالإنجليزية: Robert S. Wiseman)‏ هو مهندس أمريكي، ولد في 27 فبراير 1924، وتوفي في 23 أغسطس 2013.